# União da Vitória (tiểu vùng)
União da Vitória là một tiểu vùng thuộc bang Paraná, Brasil. Tiều vùng này có diện tích 5486 km², dân số năm 2007 là 111319 người.